# Cristian Dávila
Cristian Dávila (Pucallpa, 6 de julio de 1990) es un futbolista peruano. Juega como defensa central y su equipo actual es Deportivo Municipal de la Liga 2 de Perú.

## Trayectoria

### Universitario de Deportes
Cristian Dávila fue formado en las divisiones menores del Club Universitario de Deportes, llegó cuando tenía 16 años. En el año 2009 fue cedido en préstamo al Carlos A. Mannucci. Luego regresó a Universitario y formó parte del equipo de Universitario de Deportes sub-20 que conquistó la Copa Libertadores Sub-20 de 2011 realizada en el Perú. Su debut en la Primera División del Perú ocurrió en el empate 1-1 ante Cienciano, fue titular todo el partido y ese mismo año obtuvo el campeonato con Universitario manteniéndose en el club hasta 2014. Jugó 35 partidos y anotó un gol a Sport Huancayo.
Al año siguiente fue fichado por Sport Huancayo donde jugó solo 3 partidos y buscando más oportunidades se marchó a Alianza Atlético, debutando en la victoria 1-2 ante la Universidad César Vallejo.
En la temporada 2017 fue fichado por Real Garcilaso donde logró hacerse un puesto en la zaga celeste y tras sus buenas actuaciones fue fichado a inicios 2018 por Unión Comercio.
En Unión Comercio ha encontrado la continuidad deseada siendo principal titular en el lado derecho de defensa. Jugó la primera fecha del Torneo Clausura contra Universitario de Deportes, fue protagonista de un autogol en un encuentro que terminó 2-1 a favor de los cremas. A final de temporada desciende de categoría.
En el 2023 desciende de la Liga 2 con el Alfonso Ugarte al acumular dos walkovers en el torneo por temas económicos y administrativos.

## Clubes
| Club                       | País | Año         |
| -------------------------- | ---- | ----------- |
| Universitario de Deportes  | Perú | 2008        |
| Carlos A. Mannucci         | Perú | 2009        |
| Universitario de Deportes  | Perú | 2010 - 2014 |
| Sport Huancayo             | Perú | 2015        |
| Alianza Atlético           | Perú | 2016        |
| Real Garcilaso             | Perú | 2017        |
| Unión Comercio             | Perú | 2018 - 2019 |
| Deportivo Municipal        | Perú | 2020        |
| Octavio Espinosa           | Perú | 2021        |
| Unión Deportivo Parachique | Perú | 2021        |
| Juan Aurich                | Perú | 2022        |
| Alfonso Ugarte             | Perú | 2023        |
| Deportivo Municipal        | Perú | 2024 -      |

## Palmarés

### Campeonatos nacionales
| Título                    | Club                      | País | Año    |
| ------------------------- | ------------------------- | ---- | ------ |
| Primera División del Perú | Universitario de Deportes | Perú | 2013   |
| Torneo de Reservas        | Universitario de Deportes | Perú | 2014-I |

### Copas internacionales
| Título                   | Club                      | País | Año  |
| ------------------------ | ------------------------- | ---- | ---- |
| Copa Libertadores Sub-20 | Universitario de Deportes | Perú | 2011 |